# Michel Venne
Pour les articles homonymes, voir Venne.
Michel Venne (né le 17 mai 1960 à Montréal) est un écrivain, un journaliste et un éditorialiste québécois. En juin 2021, Michel Venne est reconnu coupable d'agression et d'exploitation sexuelle sur une mineure. Il est marié et père de deux enfants.
Il est une des personnalités du journal Le Devoir. Il est également fondateur de l'Institut du Nouveau Monde et directeur de cette institution de 2004 à 2017.

## Biographie
Michel Venne a été journaliste au quotidien montréalais Le Devoir de 1990 à 2006, où il a successivement occupé les fonctions de correspondant parlementaire à l'Assemblée nationale, d'éditorialiste, de directeur de l'information et de chroniqueur.
En 2004, il participe à la fondation de l'Institut du Nouveau Monde, une « boîte à idées » pluraliste et non partisane dont la mission est de « créer un pont entre les décideurs et les citoyens » et devient le premier directeur général de l'organisme. Depuis sa création, l'Institut a organisé des activités de réflexion sur différents enjeux de société, dont la santé, les finances publiques, l'éducation et la gestion des ressources naturelles. L'INM organise également une université d'été annuelle, lieu de rassemblement entre des décideurs et des représentants de la jeunesse québécoise en plus de publier l'État du Québec, un livre annuel qui fait le point sur les débats politiques, sociaux, économiques et culturels qui animent la société québécoise.
M. Venne a également participé en 2007 aux travaux du Groupe de travail sur le financement du système de santé présidé par Claude Castonguay, où il siégeait à titre de représentant désigné par le Parti québécois. Il a exprimé sa dissidence relativement à certaines conclusions du groupe de travail. Bien que le rapport misait « clairement sur la capacité du système public de poursuivre ses réformes », M. Venne a rejeté le principe de « décloisonnement » de la pratique médicale, qui permet à un médecin de pratiquer à la fois dans le public et dans le privé ; la création d'assurances privées duplicatives et la gestion privée des hôpitaux, trois questions sur lesquelles il s'opposait à la commissaire Joanne Marcotte, nommée par l'Action démocratique du Québec.
Le 26 octobre 2017, le HuffPost Québec publie un texte où l'auteure et militante Léa Clermont-Dion affirme que Michel Venne l'aurait agressée sexuellement alors qu'elle était mineure et avait un emploi d'été à l'Institut du Nouveau Monde. En 2021, le procès de Michel Venne se poursuit au Palais de Justice de Québec. Dans son témoignage, la victime affirme qu'« Il avait l’âge de mon père » au moment des événements amenés à procès. 
Le 23 juin 2021, le juge, Stéphane Poulin de la Cour du Québec, a déclare coupable Michel Venne. «Son témoignage [de Léa Clermont-Dion] est franc, sincère et transparent», a noté le juge. Le 9 novembre 2021, Venne est condamné à six mois ferme d'incarcération.
Michel Venne a porté le verdict en appel, affirmant que le juge avait un biais défavorable envers lui. Cependant, la Cour d'appel du Québec a rejeté son appel, et il devra purger sa peine. 

## Œuvres
- Michel Venne (dir.) et Institut du Nouveau Monde, 100 idées citoyennes pour un Québec en santé, Montréal, Fides, 2005, 94 p. (ISBN 978-2-7621-2642-6, lire en ligne)
- Michel Venne (dir.), Souverainistes, que faire?, Montréal, VLB, coll. « Partis pris actuels » (no 28), 2002, 210 p. (ISBN 2-89005-823-9)
- Michel Venne (dir.), Les porteurs de liberté, Montréal, VLB, coll. « Partis pris actuels » (no 26), 2001, 282 p. (ISBN 2-89005-767-4)
- Michel Venne (dir.), La révolution génétique, Québec, Les Presses de l'Université Laval, coll. « Le Devoir », 2001, 169 p. (ISBN 2-7637-7800-3)
- (en) Michel Venne (dir.) (trad. Robert Chodos et Louisa Blair), Vive Quebec! : new thinking and new approaches to the Quebec nation, Toronto, James Lorimer & Co., 2001, 221 p. (ISBN 1-55028-736-2)
- Michel Venne (dir.), Penser la nation québécoise, Montréal, Québec-Amérique, coll. « Débats », 2000, 308 p. (ISBN 2-7644-0053-5)
- Michel Venne, Ces fascinantes inforoutes, Québec, Institut québécois de recherche sur la culture, coll. « Diagnostic » (no 20), 1995, 141 p. (ISBN 2-89224-254-1)
- Michel Venne, Vie privée et démocratie à l'ère de l'informatique, Québec, Institut québécois de recherche sur la culture, coll. « Diagnostic » (no 15), 1994, 122 p. (ISBN 2-89224-200-2)

## Honneurs
- 2010 - Alan Thomas Fellowship, 2010[13]
- 2008 - Prix reconnaissance UQAM[13]
- 2008 - Akosha Fellowship[13]
- 2005 - Prix Claire-Bonenfant[13]
- 1997 - Mention honorable, Bourse Michener[13]
- Bourse Nord-Sud[13]
- 1993 - Prix Judith-Jasmin (presse écrite)[13]